# Coffee Talk
Coffee Talk es una novela visual desarrollada por el estudio indie indonesio Toge Productions publicado el 29 de enero de 2020 para Microsoft Windows, macOS, Nintendo Switch, PlayStation 4 y Xbox One. El juego se puso a la venta en Japón para Nintendo Switch un día después, el 30 de enero de 2020. En el juego controlas a un barista que trabaja en una cafetería en una versión fantástica de Seattle que escucha las preocupaciones de los distintos clientes de la cafetería y prepara las bebidas. El juego presenta una estética inspirada en el anime de los 90, el pixel art y el género musical chillhop lo-fi.

## Argumento
El juego sigue a un barista que es el propietario y único empleado de la cafetería homónima Coffee Talk, situada en Seattle, Washington, en una versión fantástica del mundo real poblada por una amplia variedad de razas fantásticas, como elfos, orcos, sirenas, etc. Varios miembros de estas razas acuden como clientes a la tienda. La trama del juego se desarrolla a lo largo de varios días, en los que varios personajes visitan la cafetería y discuten sus preocupaciones con el camarero y entre ellos. Los personajes del juego son Freya, una mujer hada y periodista del periódico ficticio The Evening Whispers y aspirante a escritora de ficción; Jorji, un policía local que visita la cafetería con regularidad; Rachel, una antigua integrante de una banda de chicas que intenta iniciar una carrera en solitario; Hendry, el padre de Rachel y antiguo nombre de la industria musical que quiere proteger a su hija; Neil, un alienígena que visita la Tierra con la misión de reproducirse con sus habitantes; Hyde, un vampiro inmortal que trabaja como modelo y antiguo empleador de Gala; Gala, hombre lobo y veterano que trabajó como guardaespaldas de Hyde y que ahora intenta curarse sanando a los demás; Myrtle, una orca que trabaja en el juego de ficción "Full Metal Panic" y que está muy orientada al trabajo; Aqua, una chica pulpo extremadamente tímida pero muy apasionada por el avance de la tecnología, desarrolladora de juegos indie, amante de la serie "Full Metal Panic"; y una joven pareja formada por Lua, una súcubo, y Baileys, un elfo, cuyas familias no aprueban su relación debido a sus diferencias raciales.

## Jugabilidad
Coffee Talk es una novela visual y, como tal, su jugabilidad consiste principalmente en leer diálogos. Los diálogos se interrumpen periódicamente con un minijuego en el que el jugador prepara varias bebidas con los ingredientes de la cafetería. Ciertas bebidas dan al jugador la opción de crear un arte latte. Las bebidas preparadas por el jugador pueden influir en los acontecimientos de la trama del juego, por lo que este minijuego es el principal medio de interacción con el juego del que dispone el jugador. El jugador dispone de un smartphone que puede consultar en cualquier momento para ver los perfiles de las redes sociales de los personajes del juego, consultar una lista de recetas de bebidas conocidas, leer las ficciones publicadas en el periódico ficticio del juego y cambiar la canción que está sonando.

## Desarrollo
Coffee Talk ha sido desarrollado por Toge Productions. Según Lasheli Dwitri, responsable de las relaciones públicas del estudio independiente, el objetivo de Coffee Talk era crear un medio en el que la gente se sintiera cómoda y cálida, como si estuviera sentada en una acogedora cafetería mientras toma una taza de café.
Un programa de televisión japonés titulado Midnight Diner fue la mayor influencia para Coffee Talk. La historia de Midnight Diner gira en torno a un chef de un restaurante, que sólo abre a medianoche, y su implicación en la vida de los clientes.
Para crear un "sentido de pertenencia" con los jugadores de todo el mundo, el juego presenta varias bebidas de la vida real, como el masala chai de la India, el teh tarik de Malasia y el shai adeni de Yemen. En Coffee Talk, además de los humanos, existen razas fantásticas como elfos, súcubos, orcos, vampiros y hombres lobo. Una de las razones por las que se añadieron fue para representar experiencias de la vida real. A pesar de ser personajes de fantasía, el estudio intentó que los conflictos del juego fueran lo más realistas posible.
Mohammad Fahmi, el principal creador y desarrollador de Coffee Talk, murió en marzo de 2022.

## Recepción
Coffee Talk ha recibido críticas "mixtas o medias" y "generalmente positivas", según el agregador de críticas Metacritic.

## Secuela
El 31 de agosto de 2021 se anunció una secuela, Coffee Talk Episode 2: Hibiscus & Butterfly, cuyo lanzamiento está previsto para 2023 para Microsoft Windows, Nintendo Switch, PlayStation 4 y Xbox One.